# Puchar Bośni i Hercegowiny w piłce siatkowej mężczyzn (2020/2021)
Puchar Bośni i Hercegowiny w piłce siatkowej mężczyzn 2020/2021 – 28. sezon rozgrywek o siatkarski Puchar Bośni i Hercegowiny (16. sezon z udziałem drużyn z Republiki Serbskiej) zorganizowany przez Związek Piłki Siatkowej Bośni i Hercegowiny (Odbojkaški savez Bosne i Hercegovine, OSBiH). Zainaugurowany został 10 lutego 2021 roku.
W rozgrywkach brały udział cztery kluby: finaliści Pucharu Federacji Bośni i Hercegowiny, tj. HOK Domaljevac i OK Bosna Sarajewo oraz finaliści Pucharu Republiki Serbskiej, tj. OK Mladost Brčko i OK Ljubinje Bankom. Składały się one z półfinałów oraz finału. Półfinały grane były w formie dwumeczów.
Finał odbył się 6 marca 2021 roku w hali sportowej I Szkoły Podstawowej w miejscowości Ražljevo. Puchar Bośni i Hercegowiny po raz siódmy zdobył OK Mladost Brčko, który w finale pokonał HOK Domaljevac.

## System rozgrywek
W Pucharze Bośni i Hercegowiny w sezonie 2020/2021 uczestniczą cztery drużyny: finaliści Pucharu Federacji Bośni i Hercegowiny oraz finaliści Pucharu Republiki Serbskiej. Rozgrywki składają się z półfinałów i finału. Nie jest rozgrywany mecz o 3. miejsce.
Pary półfinałowe tworzone są według klucza:
- zdobywca Pucharu Federacji Bośni i Hercegowiny – finalista Pucharu Republiki Serbskiej,
- zdobywca Pucharu Republiki Serbskiej – finalista Pucharu Federacji Bośni i Hercegowiny.

Zespoły rozgrywają między sobą dwa spotkania. Gospodarzem pierwszego meczu jest finalista pucharu regionalnego, natomiast drugiego – zdobywca pucharu regionalnego. Awans do finału uzyskuje drużyna, która wygrała większą liczbę meczów. Jeżeli obie drużyny wygrały po jednym spotkaniu, o awansie decyduje liczba wygranych setów, a następnie liczba zdobytych małych punktów.
Zwycięzcy półfinałów rozgrywają jeden mecz finałowy o Puchar Bośni i Hercegowiny.

## Drużyny uczestniczące
| Puchar Federacji Bośni i Hercegowiny | Puchar Federacji Bośni i Hercegowiny |
| ------------------------------------ | ------------------------------------ |
| Zdobywca Pucharu                     | HOK Domaljevac                       |
| Finalista                            | OK Bosna Sarajewo                    |
| Puchar Republiki Serbskiej           |                                      |
| Zdobywca Pucharu                     | OK Mladost Brčko                     |
| Finalista                            | OK Ljubinje Bankom                   |

## Drabinka
|  |                    |                    |                |                |           |   |   |                  |                  |       |
|  | Półfinały          | Półfinały          | Półfinały      | Półfinały      | Półfinały |   |   | Finał            | Finał            | Finał |
|  | Półfinały          | Półfinały          | Półfinały      | Półfinały      | Półfinały |   |   | Finał            | Finał            | Finał |
|  |                    |                    |                |                |           |   |   |                  |                  |       |
|  |                    |                    |                |                |           |   |   |                  |                  |       |
|  | OK Mladost Brčko   | OK Mladost Brčko   | 3              | 3              | 6         |   |   |                  |                  |       |
|  | OK Mladost Brčko   | OK Mladost Brčko   | 3              | 3              | 6         |   |   |                  |                  |       |
|  | OK Bosna Sarajewo  | OK Bosna Sarajewo  | 0              | 1              | 1         |   |   |                  |                  |       |
|  | OK Bosna Sarajewo  | OK Bosna Sarajewo  | 0              | 1              | 1         |   |   | OK Mladost Brčko | OK Mladost Brčko | 3     |
|  |                    |                    |                |                |           |   |   | OK Mladost Brčko | OK Mladost Brčko | 3     |
|  |                    |                    | HOK Domaljevac | HOK Domaljevac | 0         |   |   |                  |                  |       |
|  | HOK Domaljevac     | HOK Domaljevac     | HOK Domaljevac | HOK Domaljevac | 0         | 3 | 3 | 6                |                  |       |
|  | HOK Domaljevac     | HOK Domaljevac     |                |                |           |   |   | 6                |                  |       |
|  | OK Ljubinje Bankom | OK Ljubinje Bankom | 0              | 2              | 2         |   |   |                  |                  |       |
|  | OK Ljubinje Bankom | OK Ljubinje Bankom | 0              | 2              | 2         |   |   |                  |                  |       |
|  |                    |                    |                |                |           |   |   |                  |                  |       |

## Rozgrywki

### Półfinały
|  | OK Mladost Brčko | 2 – 0 | OK Bosna Sarajewo |  |

| 10.02.2021 17:00 (UTC+1) | OK Bosna Sarajewo | 0:3 (13:25, 26:28, 22:25) | OK Mladost Brčko | Centar Skenderija – Dvorana D1, Sarajewo Sędziowie: Nikola Kozić i Elvedin Čosić |

| 17.02.2021 16:00 (UTC+1) | OK Mladost Brčko | 3:1 (25:23, 23:25, 25:11, 25:18) | OK Bosna Sarajewo | JU Gimnazija Vaso Pelagić, Brczko Sędziowie: Mirza Bašić i Dijana Vidović |

|  | HOK Domaljevac | 2 – 0 | OK Ljubinje Bankom |  |

| 10.02.2021 18:00 (UTC+1) | OK Ljubinje Bankom | 0:3 (18:25, 21:25, 16:25) | HOK Domaljevac | Sportska dvorana Jovo Đurić, Ljubinje Sędziowie: Zdravko Jakiša i Siniša Ovuka |

| 17.02.2021 17:00 (UTC+1) | HOK Domaljevac | 3:2 (19:25, 25:17, 20:25, 25:20, 15:7) | OK Ljubinje Bankom | Školski centar fra Martina Nedića, Orašje Sędziowie: Milan Nikolić i Muris Osmić |

### Finał
| 06.03.2021 14:30 (UTC+1) | OK Mladost Brčko | 3:0 (25:19, 29:27, 25:17) | HOK Domaljevac | Sportska dvorana Prve OŠ, Ražljevo Sędziowie: Siniša Ovuka i Armin Mujkić |